# Rijksbeschermd gezicht Stadskern Tilburg
Gezicht Stadskern Tilburg is een van rijkswege beschermd stadsgezicht in Tilburg in de Nederlandse provincie Noord-Brabant. De procedure voor aanwijzing werd gestart op 26 mei 2005. Het gebied is nog niet definitief aangewezen. Het beschermd gezicht beslaat een oppervlakte van 39,5 hectare.
Panden die binnen een beschermd gezicht vallen krijgen niet automatisch de status van beschermd monument. Wel zal de gemeente het bestemmingsplan aanpassen om nieuwe ontwikkelingen in het gebied te reguleren. De gezichtsbescherming richt zich op de stedenbouwkundige en cultuurhistorische waardering van een gebied en wil het toekomstig functioneren daarvan veiligstellen.